# Giovanni I di Ponthieu
Giovanni di Ponthieu, in francese: Jean Ier de Ponthieu (... – San Giovanni d'Acri, 30 giugno 1191), fu conte di Ponthieu dal 1177 alla sua morte.

## Origine
Giovanni era il figlio primogenito del conte di Ponthieu, Guido II, e della moglie Ida.

## Biografia
Nel 1147 Guido II assieme al padre, Guglielmo I, detto Talvas, seguì il re di Francia Luigi VII alla seconda crociata..
Guido trovò la morte combattendo a Efeso, dove fu sepolto.
Alla sua morte gli succedette il primogenito, come Giovanni I, sotto la tutela del nonno Guglielmo.
Giovanni nel 1158 fu il fondatore dell'Hôtel-Dieu di Abbeville.
Nel 1166 una disputa oppose suo nonno, Guglielmo al nuovo re d'Inghilterra, conte d'Angiò e duca di Normandia, Enrico II, e quest'ultimo gli riprese Alençon..
Nel 1171 suo nonno Guglielmo morì: nella signoria di Alençon gli succedette il figlio Giovanni come Giovanni I d'Alençon, mentre al nipote, Giovanni di Ponthieu, rimase la contea di Ponthieu.
Nel 1186 Giovanni fece delle concessioni territoriali a due fratelli, e nel 1187 confermò alla città di Abbeville i diritti acquisiti.
Giovanni partecipò alla terza crociata, e morì all'Assedio di San Giovanni d'Acri (1189-1191).
Alla sua morte, gli succedette il suo unico figlio maschio, Guglielmo.

## Matrimoni e discendenza
Giovanni, verso il 1159, aveva sposato Matilde, di cui non si conoscono gli ascendenti, e dalla quale non ebbe figli.
Giovanni, poi, verso il 1162, aveva sposato Laura di Saint-Valéry, figlia di Rinaldo signore di Saint-Valery e della sua seconda moglie.
Laura a Giovanni non diede figli e fu ripudiata.
Giovanni infine, verso il 1170, sposò Beatrice di Saint-Pol (morta dopo il 1202), figlia di Anselmo di Campdavaine signore di Lucheux e conte di Saint-Pol, e della sua prima moglie. Beatrice viene citata in alcuni documenti di Giovanni: nel 1177 e nel 1186.
Guido da Beatrice ebbe quattro figli:
- Adele († dopo il 1241), fidanzata prima a Rinaldo di Saint-Valéry, figlio di Bernardo di Saint-Valéry, dopo la morte di Rinaldo sposò Tommaso di Saint-Valéry, figlio di Bernardo di Saint-Valéry e di Anora[6].
- Guglielmo († 1191), conte di Ponthieu.
- Margherita († dopo il 1216), che sposò Enguerrand di Picquigny, Visdomino di Amiens.
- Elena, che sposò Guglielmo d’Estouteville[7].